# Hlebine
Hlebine ist eine  Ortschaft in der kroatischen historischen Region Podravina (Drautal), 13 km östlich von Koprivnica mit 1304 Einwohnern (Volkszählung 2011).

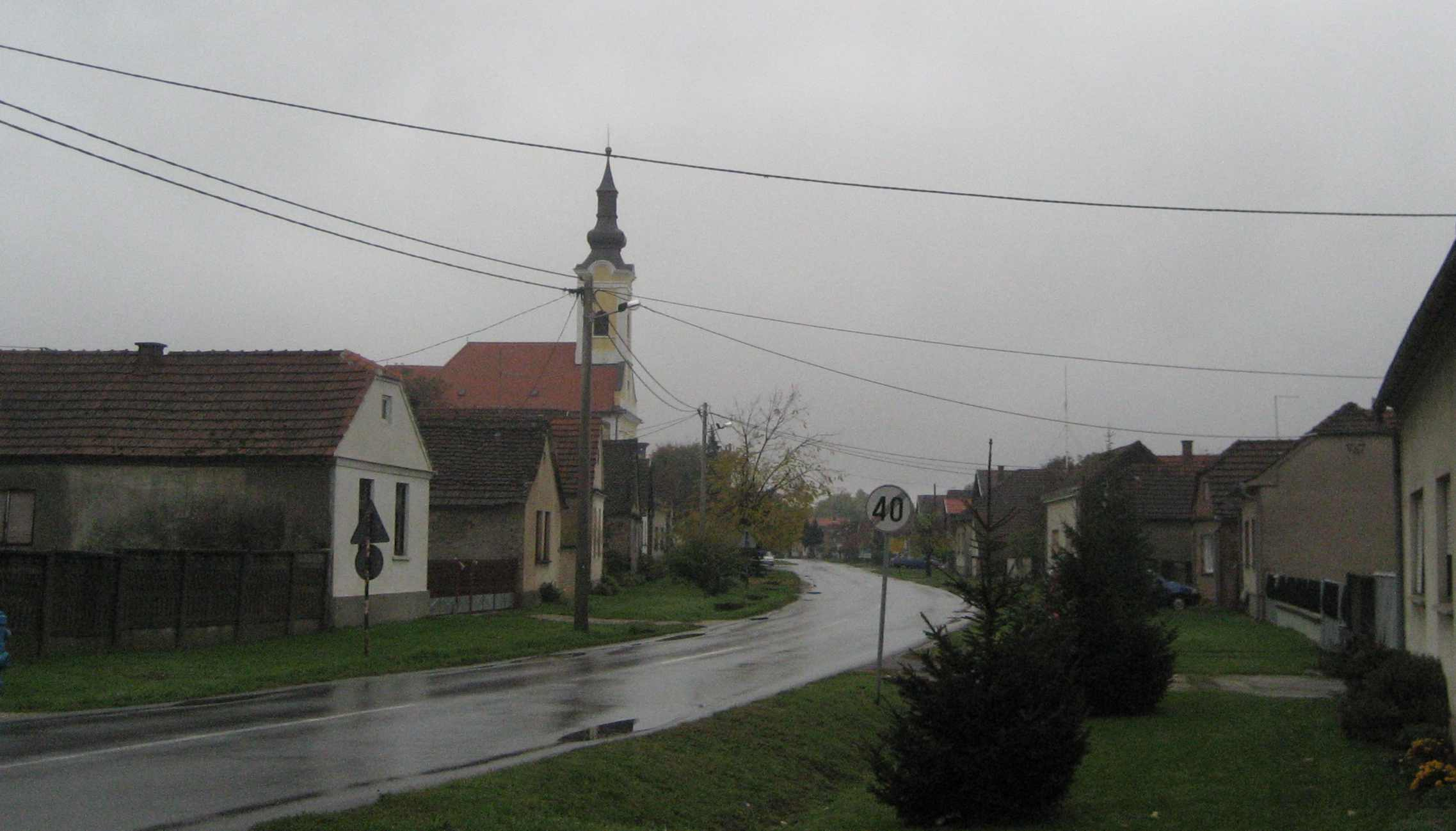
Hlebine

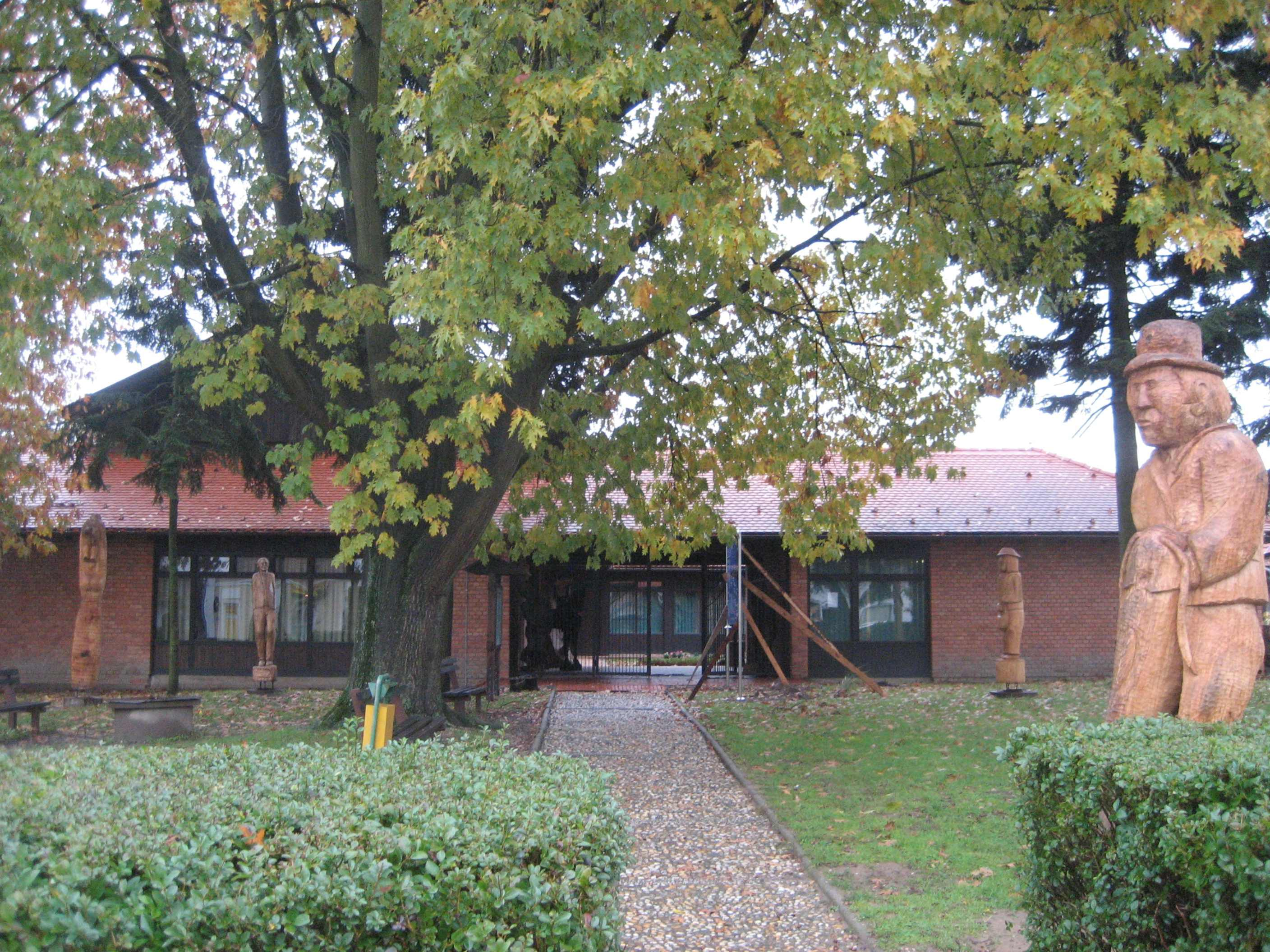
Museum der kroatischen naiven Kunst in Hlebine

Hlebine ist als die Heimat der kroatischen naiven Kunst (Schule der Naiven Kunst von Hlebine) bekannt, die sich dank zahlreicher Ausstellungen ihrer Vertreter Anerkennung in aller Welt erworben hat. Die Anfänge dieser Richtung gehen auf ein Experiment des Malers Krsto Hegedušić um 1930 zurück. Er versuchte damals, einer Gruppe von Bauern, die keine akademische Vorbildung hatten, die Malerei näherzubringen; unter ihnen zeichneten sich bald darauf Ivan Generalić und Franjo Mraz aus. Die Bauern griffen seine Tempera-Maltechnik auf Glas auf und verhalfen so der alten Barockmalweise der Hinterglasmalerei zu neuem Leben.

## Persönlichkeiten
- Franjo Mraz (1910–1981), Maler
- Ivan Generalić  (1914–1992), Maler